# Сичик-горобець буроголовий
Си́чик-горобе́ць буроголовий (Glaucidium griseiceps) — вид совоподібних птахів родини совових (Strigidae). Мешкає в Мексиці, Центральній і Південній Америці.

## Опис
Довжина птаха становить 13-18 см, вага 50-59 г. Самиці є дещо більшими за самців. Тім'я і потилиця сірувато-коричневі, потилиця поцяткована охристими або білуватими плямами. На потилиці є дві темних плями, що нагадують очі і слугують до відлякування і обману. Верхня частина тіла і хвіст переважно коричневі, на хвості світлі смуги. Нижня частина тіла білувата, поцяткована рудувато-коричневими смужками. Очі жовті, дзьоб зеленувато-жовтий, лапи жовті. У молодих птахів тім'я і потилиця сірі, плями на тімені відсутні, а фальшиві "очі" на потилиці більш помітні.

## Поширення і екологія
Буроголові сичики-горобці мешкають в південній Мексиці (Веракрус, Оахака, Чіапас), в Гватемалі, Белізі, Гондурасі, Нікарагуа, Коста-Риці, Панамі, Колумбії і на крайньому північному заході Еквадору. Вони живуть у вологих і сухих рівнинних і гірських тропічних лісах, на узліссях і на кавових плантаціях. В Коста-Риці буроголові сичики-горобці зустрічаються на висоті до 800 м над рівнем моря, в Мексиці і Гондурасі на висоті до 1200 м над рівнем моря, в Гватемалі на висоті до 1300 м над рівнем моря. Вони живляться переважно комахами та іншими безхребетними, а також дрібними птахами, плазунами і ссавцями. Гніздяться в дуплах дерев, часто використовують покинуті дупла дятлів. В кладці від 2 до 4 яєць.